# Astrid Olofsdotter de Suecia
Astrid Olofsdotter (en noruego: Astrid Olavsdatter; en inglés: Aestrith; fallecida en 1035) fue reina consorte de Noruega como la esposa del rey Olaf el Santo.

## Biografía
Astrid fue hija del rey Olof Skötkonung de Suecia y su amante abodrita, Edla. Fue la media hermana del rey Anund Jacobo y hermana del rey Emund el Viejo. Se dice que ella y su hermano Emund no fueron tratados bien por su madrastra, la reina Estrid de los Abodritas, y que fueron criados lejos de la corte. Astrid fue enviada a vivir con un hombre llamado Egil en Vestrogotia.
En 1016, Noruega y Suecia decidieron entablar una relación más pacífica por medio de una alianza matrimonial. Los nobles de ambos reinos intentaron arreglar un matrimonio entre el rey Olaf II y la media hermana de Astrid, la princesa Ingegerd Olofsdotter. El rey Olof de Suecia aceptó en un principio pero luego rompió su promesa. Ingegerd, por deseos de su padre, fue casada con Yaroslav I el Sabio, gran príncipe de Novgorod y de Kiev. Astrid contrajo matrimonio con el rey Olaf II en Sarpsborg en 1019. Algunas fuentes dicen que Astrid reemplazó a Ingegerd por deseos de su padre, pero otros creen que el matrimonio tomó lugar en contra de la voluntad del rey Olof, por la cooperación de Olaf II y el sueco Ragnvald Ulfsson.
Astrid fue descrita como hermosa, elegante y generosa, y fue muy querida. Tuvo una hija, Ulvhild de Noruega (1020-1070), esposa de Ordulfo de Sajonia. Fue la madrastra del rey Magnus I de Noruega, con quien tuvo una buena relación. En 1030, Astrid enviudó cuando su marido fue asesinado. Abandonó Noruega y se asentó en la corte sueca, donde obtuvo un alto cargo. Cuando su hijastro Magnus visitó Sigtuna de camino a reclamar el trono noruego, Astrid le brindó apoyo públicamente y animó a Suecia a hacerlo también.
Astrid falleció en el año 1035.